# Cirsonella
Cirsonella es un género de molusco gasterópodo de la familia Turbinidae en el orden de los Vetigastropoda.

## Especies
Las especies de este género son:
- Cirsonella consobrina
- Cirsonella densilirata
- Cirsonella laxa
- Cirsonella maoria
- Cirsonella paradoxa
- Cirsonella parvula
- Cirsonella pisiformis
- Cirsonella propelaxa
- Cirsonella simplex
- Cirsonella waikukuensis
- Cirsonella variecostata